# Paul Deshayes
Pour les articles homonymes, voir Deshayes.
Ne doit pas être confondu avec Gérard Paul Deshayes.
Paul Léon Deshayes, né à Montmartre le 1er octobre 1833 et mort à Saumur le 14 avril 1891, est un acteur et directeur de théâtre français.

## Biographie
Fils d'un choriste du théâtre des Italiens, il commence sa carrière d’acteur au théâtre de l'Odéon où on peut le voir, entre autres, aux côtés de Sarah Bernhardt (Cordélia) le 6 avril 1868 dans le rôle de Kent dans Le Roi Lear, puis passe au Théâtre de la Gaîté, au Châtelet et au théâtre du Gymnase avant de devenir le directeur du théâtre du Châtelet avec Lacressonnière d'octobre 1871 à 1873. Il y laisse sa fortune et revient ensuite à la scène comme acteur. Il est connu pour avoir tenu le rôle d'Ogareff en 1880 dans Michel Strogoff d'Adolphe d'Ennery et Jules Verne ainsi que dans la reprise de la pièce en 1882 au théâtre de la Porte-Saint-Martin. 
Il est l'époux de l'actrice Eugénie Deshayes née Worms. 
Il meurt à la suite d'une attaque de paralysie lors d'une tournée à Saumur à l'age de 57 ans.